# Salbiomorpha torsalis
Salbiomorpha torsalis là một loài bướm đêm trong họ Crambidae.